# 神子栄尊
神子栄尊（じんし えいそん）は、鎌倉時代前期の臨済宗聖一派の僧。平康頼の子。母は筑後国三潴荘の住人藤吉種継の娘。

## 経歴・人物
はじめ筑後永勝寺の元珠法師の室に入り天台宗を学び、13歳で剃髪。承久元年（1219年）、上洛し建仁寺に入る。貞応2年（1223年）、円爾弁円と共に上野長楽寺の釈円栄朝に参じる。天福元年（1233年）、長楽寺を辞し、嘉禎元年（1235年）に円爾弁円と共に渡宋する。円爾は径山の無準師範に参じ、栄尊は江南の諸刹を巡ったのち円爾と合流する。暦仁元年（1238年）、帰国する。仁治2年（1241年）、肥前佐賀郡に万寿寺をひらき、ほか肥前報恩寺、筑後朝日寺、筑前薦福寺、豊前円通寺、同国妙楽寺の開山となった。遺偈に「伝不伝々、何正何偏、途中家舎、両脚蹈天」。